# Scinax staufferi
Espèce
Synonymes
- Hyla staufferi Cope, 1865
- Hyla culex Dunn & Emlen, 1932

Statut de conservation UICN

 LC  : Préoccupation mineure
Scinax staufferi est une espèce d'amphibiens de la famille des Hylidae.

## Répartition
Cette espèce se rencontre jusqu'à 1 530 m d'altitude dans le sud du Mexique, au Belize, au Guatemala, au Honduras, au Salvador, au Nicaragua et au Costa Rica,.

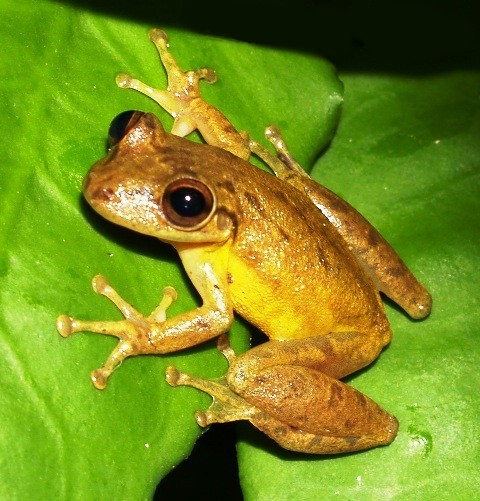
Scinax staufferi

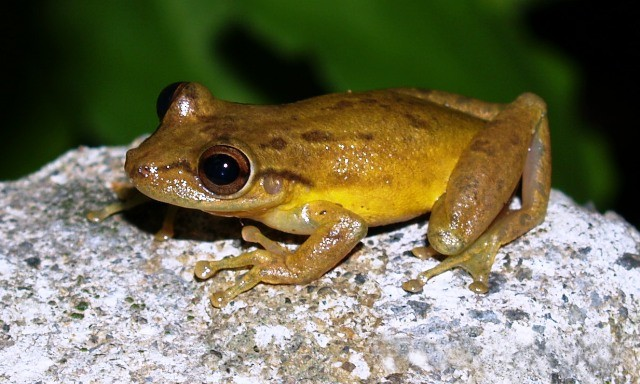
Scinax staufferi

## Étymologie
Elle est nommée en l'honneur de Jacob Stauffer (1808-1880).

## Publication originale
- Cope, 1865 : Third contribution to the herpetology of tropical America. Proceedings of the Academy of Natural Sciences of Philadelphia, vol. 17, p. 185-198 (texte intégral).